# On(w)ijs Festival
Het On(w)ijs Festival was een jaarlijks terugkerend tweedaags muziekfestival in Spierdijk in de Nederlandse provincie Noord-Holland. Het festival bestond sinds 1995 en vond plaats op de plaatselijke ijsbaan. Op 8 januari 2016 werd besloten de stekker uit On(w)ijs te trekken.
Enige bekende namen die het festival hebben aangedaan:
- 2004: Gruppo Sportivo, Van Katoen
- 2005: Mark Foggo, Hard to Kill
- 2006: John Watts (ex Fischer Z), The Shavers
- 2007: GEM, Alamo Race Track
- 2008: Be Right Back, Johannes & The Pin Up Club, Passionate Hartless, The Suicidal Birds, Conorach, SPAWN
- 2009: Mala Vita, Duster 2.0, Remones, Southern Werewolf Farm, MILWAUKEE WILDMEN, Sudden Impact
- 2010: Bazzookas, Go Back to the Zoo, The Loo, Vurdulak, The Fucking Virgins